# Amalia (plaats)
Amalia is een dorpje gelegen in de gemeente Mamusa in de Zuid-Afrikaanse provincie Noordwest. Het dorpje ligt 30 km zuidwestelijk van Schweizer Reneke.

## Geschiedenis
In 1927 werd het dorpje gesticht als een nieuwe gemeente van de Nederduits-Gereformeerde kerk. Het is vernoemd naar "Amalia Faustman", die toentertijd een prominent figuur was in de kerkzaken van Schweizer-Reneke.

## Subplaatsen
Het nationaal instituut voor de statistiek, Stats SA, deelt sinds de census 2011 deze hoofdplaats in in zogenaamde subplaatsen (sub place), c.q. slechts één subplaats:
Bakerville SP.